# 白腹豆娘鱼
白腹豆娘鱼（学名：Abudefduf leucogaster）为雀鲷科豆娘鱼属的鱼类。分布于红海、印度洋非洲东岸至太平洋中部、北至日本琉球群岛以及南海诸岛等。